# Bougainvillia chenyapingii
Bougainvillia chenyapingii is een hydroïdpoliep uit de familie Bougainvilliidae. De poliep komt uit het geslacht Bougainvillia. Bougainvillia chenyapingii werd in 2007 voor het eerst wetenschappelijk beschreven door Xu, Huang & Guo. 